# Публій Суіллій Руф
Публій Суіллій Руф (лат. Publius Suillius Rufus, ? — 58) — державний та військовий діяч часів Римської імперії.

## Життєпис
Походив з роду вершників Суілліїв. Був сином Вістілії, про батька нічого невідомо, водночас — братом Гнея Доміція Корбулона та майбутньої імператриці Мілонії Цезонії. Спочатку був членом колегії децемвірів для судових розглядів з цивільних справ. У 15-17 роках служив як квестор Германіка під час германських походів.
З 17 до 19 року був легатом (назва легіону невідома). Після повернувся до Риму, користувався підтримкою імператора Тиберія. У 23 році імператором Калігулою призначається претором. У 24 році притягнутий до суду за хабарництво. Суіллія було визнано винним та присуджено до штрафу й вигнання з Риму.
У 42 році за наказом імператора Клавдія повернуто до Риму. У 43 році стає консулом-суфектом (разом з Авлом Габінієм Секундом). Уславився своїми доносами на знатних і багатих громадян (Юлії, доньки Друза Молодшого; Юлії Лівії; Поппеї Сабіни Старшої, Децима Валерія Азіатіка), а також хабарями. Завдяки цьому накопичив значні статки. Ще більше збільшив багатства, перебуваючи на посаді проконсула Азії з 53 до 54 року.
У 58 році імператор Нерон за порадою Сенеки Молодшого притягнув Публія Суіллія до суду за різні його зловживання під час керування Азією, та за безліч неправдивих звинувачень і доносів, зрештою покарав його конфіскацією частини майна і вигнанням до Балеарських островів. Того ж року Руф помер у вигнанні.

## Родина
Дружина — Перілла (пасербиця поета Овідія)
Діти:
- Марк Суіллій Неруллін, консул 50 року
- Суіллій Цезоніан